# Wonder Boy Returns
Wonder Boy Returns (ワンダーボーイ リターンズ Wandā Bōi Ritānzu?) es un videojuego de tipo scroll horizontal, y es un Remake del videojuego de 1986, Wonder Boy. Fue lanzado para PC en 12 de octubre de 2016, luego para PlayStation 4 en 2017 y Nintendo Switch en 2019, publucado por Cyberfront Korea Corp.